# Бендзень
Бендзень (пол. Będzeń) — село в Польщі, у гміні Вельґе Ліпновського повіту Куявсько-Поморського воєводства.
Населення — 25 осіб (2011).
У 1975-1998 роках село належало до Влоцлавського воєводства.

## Демографія
Демографічна структура станом на 31 березня 2011 року:
|          | Загалом | Допрацездатний вік | Працездатний вік | Постпрацездатний вік |
| -------- | ------- | ------------------ | ---------------- | -------------------- |
| Чоловіки | 14      | 1                  | 12               | 1                    |
| Жінки    | 11      | 1                  | 4                | 6                    |
| Разом    | 25      | 2                  | 16               | 7                    |